# Саутгемптонский университет
Саутгемптонский университет (англ. University of Southampton) — университет в Саутгемптоне, Англия. Является правопреемником Института Хартли (англ. Hartley Institution), основанного в 1862 году Генри Робертсоном Хартли.

## История
В 1902 году Институт преобразован в Университетский колледж Хартли, при этом степени присуждал Лондонский университет. 29 апреля 1952 года Елизавета II даровала университету Королевскую хартию; таким образом, он стал одним из последних в группе «университетов из красного кирпича» и одновременно первым из получивших университетский статус от Елизаветы II после её восшествия на трон.
В настоящее время университет входит в группу «Рассел» исследовательских университетов и во Всемирную сеть университетов. По состоянию на 2010 год в нём обучается свыше 17000 студентов и 7000 аспирантов. Основной кампус находится в районе Хайфилд г. Саутгемптон, 4 других кампуса расположены в городе, а Винчестерская школа искусств — в близлежащем городе Винчестер.
Университет ориентирован на исследовательскую деятельность, и среди британских вузов имеет один из наиболее высоких процентов дохода от исследовательской деятельности. Саутгемптонский университет регулярно, по различным опросам, входит в первую двадцатку ведущих университетов страны, а также в первую десятку Национального студенческого обзора. Согласно рейтингу 2009 года Times Higher Education Table, он вошёл в 100 лучших вузов планеты.